# Død murer
Hvis bygningshåndværkerne ikke er helt tilfredse med arbejdsforholdene, eller hvis bygherren ikke har holdt et acceptabelt rejsegilde, kan de finde på at tilføje byggeriet en død murer. Det er en gammel drilletradition, der giver håndværkeren en lille hævn uden at lave dårligt arbejde.
En død murer kan være et bræt eller en flaske, der kan hænge og svinge for vinden i f.eks. skorstenen. Den er som regel uskadelig, men får det nye hus til at 'spøge' ved at give lyde en gang imellem.
Et andet eksempel er en indmuret flaske med åbningen i plan med muren. Den vil så tude når vinden er i en bestemt retning. Eneste kur i dette tilfælde er at få lokaliseret flasken og få sat en prop i.
Udtrykket bruges også om et udspring fra vippe, typisk fra 3-meter vippen, hvor springeren lader sig falde stiv som et bræt. (Som en murer der falder død ned fra stilladset) Hvis springeren under hele udførelsen holder sig helt strakt, bør han ramme vandoverfladen i et rent hovedspring. Folder springeren sig derimod sammen eller krummer sig, vil han ramme vandoverfladen urent og lave en mave- eller rygplasker.
Udtrykket anvendes undertiden drilagtigt om andre – måske lidt sløve – håndværkere, men også om et stykke værktøj til støtte for fx loftsplader: en lægte med et påsømmet bræt i enden, der kan holde pladerne på plads inden de fastgøres endeligt med søm eller skruer, også kaldet en 'ko'. En "ko" er et stykke værktøj, ofte produceret in situ, bestående af et stykke lægte med et søm eller en skrue i. Det bruges til udkradsning af fuger efter opmuring.